# Pols de cova
La pols de cova és un espeleotema constituït per grans cristal·lins de dimensions entre el 10 i els 50 μm i poden formar-se per diversos mecanismes. Aquest espeleotema pot estar associat amb dipòsits de guano de ratapinyada en coves seques. Els cristalls de guix o altres minerals de fosfat de derivats del guano graviten al voltant de la part superior del dipòsit per acció capil·lar. Aquesta pols és molt fràgil.